# 沖北岩
25°46′52″N 123°32′39″E / 25.78111°N 123.54417°E
沖北岩又被稱作北岩、大北小岛或者是鳥島，在日本則稱呼為沖之北岩（日语：／ Oki-no-Kita-iwa），是釣魚臺列嶼中的一座荒島。沖北岩本身島嶼地質為火山島結構，通常跟和它相應的沖南岩一同被歸類為釣魚臺其附屬島嶼中。目前包括日本、中華人民共和國和中華民國都聲稱擁有沖北岩之主權，其中日本主張對沖北岩等釣魚臺列嶼擁有主權並為由其實際統治的領土，但是另一方面中華人民共和國與中華民國則多次表示自身才合法擁有領土的主權。

## 地理
沖北岩位在石垣島北方約160公里、釣魚臺列嶼主島釣魚臺北東方約6公里處，而其確實位置則為北緯25度46.5分、東經123度32分。島嶼整體面積約0.05平方公里，而其海拔高度最高僅有28公尺。沖北岩主要由北嶼、元寶島和飛雲島3個主要島嶼所組成，而在北嶼和元寶島之間則隔著元寶門海峽。而在最大的島嶼北嶼周邊還有數個小型島礁聚集，其中主要的包括有沖北岩仔島以及小元寶島，而有的時候亦會直接以「北嶼」作為主要島嶼北嶼和附近小礁石的統稱。而另外一方面，日本則依照島嶼相對方位而將沖北岩分成東岩（東の岩）與西岩（西の岩）2個主要岩礁。

## 外部連結
- （繁體中文） 釣魚臺列嶼簡介
- （日語） http://watchizu.gsi.go.jp/watchizu.html?b=254652&l=1233239 （页面存档备份，存于）